# Will Hughes
William James Hughes (Weybridge, 7 april 1995) is een Engels voetballer die doorgaans als middenvelder speelt. Hij verruilde Watford in augustus 2021 voor Crystal Palace.

## Clubcarrière
Hughes speelde in de jeugd van Mickleover Jubilee tot hij in 2011 werd opgenomen in de jeugdopleiding van Derby County. Hiervoor debuteerde hij op 5 november van datzelfde jaar in het eerste elftal, tijdens een wedstrijd in de Championship tegen Peterborough United. Hij maakte op 1 september 2012 zijn eerste doelpunt voor Derby County, tegen Watford. Derby won met 5–1. Hughes werd in zijn tweede seizoen basisspeler en stond die positie niet meer af. Hij miste alleen vrijwel heel 2015/16 vanwege een ingescheurde kruisband. Hughes speelde zes jaar voornamelijk in de middenmoot van de Championship met Derby County. Seizoen 2013/14 was een positieve uitzondering. ZIjn ploeggenoten en hij werden toen derde en kwalificeerden zich daarmee voor de play-offs voor promotie naar de Premier League. Queens Park Rangers zette ze daarin de voet dwars.
Hughes kwam in 2017 alsnog in de Premier League terecht als gevolg van een transfer naar Watford. Hier speelde hij zich in 2018/19 ook in de basiself. Dat jaar bereikte hij met Watford de finale van de FA Cup, waarin Manchester City met 6–0 te sterk was. Na twee seizoenen in de middenmoot, eindigden Watford en hij in 2019/20 op de negentiende plaats. Dat betekende opnieuw een jaar in de Championship. Zijn ploeggenoten en hij promoveerden via een tweede plaats meteen weer naar de Premier League.
Hughes verruilde Watford in augustus 2021 voor Crystal Palace, de nummer veertien van de Premier League in het voorgaande seizoen. Hier werd hij hoofdzakelijk reservespeler.

## Clubstatistieken
| Seizoen | Club           | Competitie     | Competitie | Competitie | Beker | Beker | Internationaal | Internationaal | Totaal | Totaal |
| Seizoen | Club           | Competitie     | Wed.       | Dlp.       | Wed.  | Dlp.  | Wed.           | Dlp.           | Wed.   | Dlp.   |
| ------- | -------------- | -------------- | ---------- | ---------- | ----- | ----- | -------------- | -------------- | ------ | ------ |
| 2011/12 | Derby County   | Championship   | 3          | 0          | 0     | 0     | —              | —              | 3      | 0      |
| 2012/13 | Derby County   | Championship   | 35         | 2          | 3     | 0     | —              | —              | 38     | 2      |
| 2013/14 | Derby County   | Championship   | 41         | 3          | 4     | 1     | —              | —              | 45     | 4      |
| 2014/15 | Derby County   | Championship   | 42         | 2          | 6     | 1     | —              | —              | 48     | 3      |
| 2015/16 | Derby County   | Championship   | 6          | 0          | 0     | 0     | —              | —              | 6      | 0      |
| 2016/17 | Derby County   | Championship   | 38         | 2          | 4     | 0     | —              | —              | 42     | 2      |
| Totaal  | Totaal         | Totaal         | 165        | 9          | 17    | 2     | 0              | 0              | 182    | 11     |
| 2017/18 | Watford        | Premier League | 15         | 2          | 1     | 0     | —              | —              | 16     | 2      |
| 2018/19 | Watford        | Premier League | 32         | 2          | 8     | 1     | —              | —              | 40     | 3      |
| 2019/20 | Watford        | Premier League | 30         | 1          | 1     | 0     | —              | —              | 31     | 1      |
| 2020/21 | Watford        | Championship   | 30         | 2          | 1     | 0     | —              | —              | 31     | 2      |
| Totaal  | Totaal         | Totaal         | 107        | 7          | 11    | 1     | 0              | 0              | 118    | 8      |
| 2021/22 | Crystal Palace | Premier League | 16         | 0          | 4     | 1     | —              | —              | 20     | 1      |
| 2022/23 | Crystal Palace | Premier League | 27         | 1          | 3     | 0     | —              | —              | 30     | 1      |
| Totaal  | Totaal         | Totaal         | 43         | 1          | 7     | 1     | 0              | 0              | 50     | 2      |

Bijgewerkt op 31 juli 2023

## Interlandcarrière
Hughes speelde voor Engeland –17 en Engeland –21. Hij kwam met Engeland –21 uit op zowel het EK –21 van 2015 als het EK –21 van 2017.